# Rijksarchief
Een Rijksarchief is een archiefdienst die de archieven beheert van instellingen die in de loop der eeuwen in een bepaalde provincie werkzaam zijn geweest. Naast de rijksarchieven in de provincies is er voor het beheer van de archieven van landelijke organen ook een Algemeen Rijksarchief. In Nederland zijn beide benamingen inmiddels gewijzigd en daarmee verouderd, in België zijn de benamingen nog steeds in gebruik.